# Lodewijk Prins
Lodewijk Prins (ur. 27 stycznia 1913 w Amsterdamie, zm. 11 listopada 1999) – holenderski szachista i dziennikarz, arcymistrz od 1982 roku.

## Kariera szachowa
Od połowy lat 30. do końca 60. należał do czołówki holenderskich szachistów. Pomiędzy 1937 a 1968 rokiem wziął udział we wszystkich w tym okresie rozegranych 12 szachowych olimpiadach, zdobywając 3 medale za wyniki indywidualne: 2 srebrne (1939 - na IV oraz 1950 - na III szachownicy) oraz brązowy w roku 1968 (na VI szachownicy). Łącznie rozegrał 166 olimpijskich partii, w których zdobył 97½ pkt. W roku 1951 zakwalifikował się do rozegranego rok później turnieju międzystrefowego w Sztokholmie, jednak występ ten nie był udany (w turnieju zajął ostatnie miejsce). Zwyciężył bądź podzielił I miejsca m.in. w Birmingham (1937, 1939), Gijón (1947), Beverwijk (1948), Nijmegen (1948), Madrycie (1951) i Tarragonie (1954). W 1965 r. zdobył w Hadze tytuł mistrza Holandii.
Był szachowym redaktorem w holenderskim dzienniku Het Parool. Wraz z Maxem Euwe napisał w roku 1949 książkę Het Schaakphenomen Capablanca. W 1982 r. Międzynarodowa Federacja Szachowa przyznała mu honorowy tytuł arcymistrza w uznaniu osiągnięć z przeszłości.
Według retrospektywnego systemu Chessmetrics, najwyżej sklasyfikowany był w grudniu 1951 r., zajmował wówczas 47. miejsce na świecie.